# Kostik (sockenhuvudort i Kina, Xinjiang Uygur Zizhiqu, lat 47,79, long 87,33)
Kostik (kinesiska: 阔斯特克, 阔斯特克乡) är en sockenhuvudort i Kina. Den ligger i den autonoma regionen Xinjiang, i den nordvästra delen av landet, omkring 440 kilometer norr om regionhuvudstaden Ürümqi. Antalet invånare är 4 324. Befolkningen består av 1 995 kvinnor och 2 329 män. Barn under 15 år utgör 19,0 %, vuxna 15-64 år 74 %, och äldre över 65 år 6,0 %.
Runt Kostik är det glesbefolkat, med 15 invånare per kvadratkilometer. Närmaste större samhälle är Alakak, 13,3 km öster om Kostik. Trakten runt Kostik består till största delen av jordbruksmark.
Genomsnittlig årsnederbörd är 290 millimeter. Den regnigaste månaden är oktober, med i genomsnitt 36 mm nederbörd, och den torraste är april, med 8 mm nederbörd.